# 沔州 (南宋)
沔州，中国南宋时设置的州。位於今陕西省勉县。
开禧三年（1207年），兴州改名沔州，治所在略阳县。元朝时，移治铎水县（今陕西省勉县东），省铎水县入沔州，明朝州治徙今勉县，降沔州为沔县。